# Operação de alta ordem
Em álgebra, uma operação de ordem superior ou operação de alta ordem é a generalização de um operado em uma dimensão superior.

## Ligações externos
- (infinity,1)-operad